# Piper nudum
Piper nudum är en pepparväxtart som beskrevs av C. Dc.. Piper nudum ingår i släktet Piper och familjen pepparväxter. Inga underarter finns listade i Catalogue of Life.